# Jenera, Ohio
Jenera là một làng thuộc quận Hancock, tiểu bang Ohio, Hoa Kỳ. Năm 2010, dân số của làng này là 221 người.

## Dân số
- Dân số năm 2000: 235 người.
- Dân số năm 2010: 221 người.